# 王树
王树（1958年5月—），河北省冀县人，中国人民解放军少将。

## 生平
王树是中国共产党党员。毕业于中国人民解放军南京政治学院马克思主义理论专业，大学本科学历。曾任中国人民解放军总政治部宣传部部队教育局副局长、中国人民解放军总政治部三一一基地主任。2014年12月，接替到龄退役的蒋乾麟，任中国人民解放军南京政治学院院长。2017年，出任新调整组建的中国人民解放军国防大学副政委。
2013年，当选第十二届全国人民代表大会解放军代表。2018年2月24日，当选为第十三届全国人大代表。